# 塞夫魯
塞夫魯是非洲北部國家摩洛哥的城市，由非斯-布勒曼大區負責管轄，距離非斯28公里，面積10.5平方公里，海拔高度850米，2004年人口63,872。塞夫魯是摩洛哥中社會科學研究最多的城市。